# Huawei P Smart 2019
El Huawei P Smart 2019 es un teléfono inteligente de gama media con el sistema operativo móvil Android. Este smartphone es fabricado por el gigante tecnológico chino Huawei. 
Fue anunciado el 28 de diciembre de 2018, pero fue puesto en venta de manera oficial a partir del 15 de enero de 2019 en Perú y demás países de Latinoamérica.

El Huawei P Smart 2019 es un dispositivo que posee una doble cámara pontecida con Inteligencia Artificial"IA", además de eso cuenta con una pantalla FullView Dewdrop de 6.21“, un solo cuerpo curvo 3D y desbloqueo facial.

## Características sobresalientes
El Huawei P Smart 2019 cuenta con un diseño muy elegante que se adapta de forma cómoda a la palma de la mano, teniendo como característica un diseño llamativo.
Según detalla el gigante tecnológico chino Huawei el P Smart 2019 es su primer teléfono inteligente de gama media premium que presenta una cámara dual e Inteligencia Artificial(IA).
A pesar de ser un teléfono inteligente de gama media, destaca en su diseño, cámara y rendimiento.

## Cámara
Esta Cámara si bien es dual como la de su predecesor, agrega la inteligencia artificial, para reconocer diferentes escenas, y condiciones del momento en que es usada, en cuanto al vídeo, agrega la posibilidad de aparte de grabar a Full HD a 60 fps.

## Rendimiento
Si bien no es el procesador más potente del mercado, el Kirin 710 desempeña bastante bien en funciones del día, inclusive pudiendo correr juegos exigentes gráficamente. Mientras no exceda su uso.